# John Gianelli
John Arec Gianelli (ur. 10 czerwca 1950 w Stockton) – amerykański koszykarz, występujący na pozycjach silnego skrzydłowego lub środkowego, włoskiego pochodzenia, mistrz NBA z 1973 roku.

## Osiągnięcia
Na podstawie, o ile nie zaznaczono inaczej.
NCAA
- Uczestnik rozgrywek Sweet 16 turnieju NCAA (1971)
- Zawodnik roku konferencji West Coast (1971)[4]
- Zaliczony do IV składu All-American (1972 przez NABC)
- Klub Pacific Tigers zastrzegł należący do niego numer 23

NBA
- Mistrz NBA (1973)[1]

Inne
- Mistrz Włoch (1982)
- Wicemistrz:
  - Pucharu Europy Mistrzów Krajowych (1983)
  - Włoch (1983)